# Слэмон, Деннис
Деннис Слэмон (Dennis Joseph Slamon; род. 8 августа 1948, Нью-Касл, Пенсильвания) — американский учёный-медик, онколог, специалист по диагностике и лечению рака молочной железы.
Доктор медицины, доктор философии, директор по исследованиям Jonsson Comprehensive Cancer Center, член Академии Американской ассоциации исследований рака (2013).
Исследования Слэмона привели к появлению препарата Trastuzumab, что называют революционизировавшим лечение рака молочной железы, и чему даже посвящена отдельная книга, по которой в 2008 году ещё и вышел голливудский фильм. Trastuzumab называют спасшим жизни сотням тысяч женщин.

## Биография
Сын шахтёра и домохозяйки, Слэмон хотел стать медиком уже с 5-6 лет, к чему его подтолкнул пример его педиатра, произведшего на мальчика большое впечатление своими профессиональными и человеческими качествами. Затем ему повезло с полным энтузиазма школьным учителем биологии.
Окончил Washington & Jefferson College (бакалавр, 1970).
С отличием окончил Pritzker School of Medicine Чикагского университета, в котором в 1975 году получил степени доктора медицины и доктора философии по цитологии, занимался там для этого с 1970 года. В Чикагском университете, его больницах, прошёл интернатуру и работал там же. С 1979 года и поныне в Калифорнийском университете в Лос-Анджелесе.
В 2000 году назначен президентом Биллом Клинтоном на трёхлетний срок одним из трёх членов President's Cancer Panel.
12-летние исследования Д. Слэмона привели к появлению препарата Trastuzumab (одобрен FDA в 1998 году), чему даже посвящена отдельная книга (авторства Robert Bazell, вышла в 1998 году), по которой в 2008 году ещё и вышел телефильм Living Proof (film), Слэмона в ней сыграл Гарри Конник-мл..
Жена, двое детей.

## Награды и отличия
- Translational Medicine Award, USCD-Salk Institute[англ.] (2000)
- Bristol-Myers Squibb Oncology Millennium Award (2000)[6]
- Wadsworth Center[англ.]'s Brown-Hazen Award for Excellence in the Basic Sciences (2001)
- Jeffrey A. Gottlieb Memorial Award, MD Anderson Cancer Center (2002)
- Gabbay Award[англ.] одноимённого фонда (2002)
- Dorothy P. Landon-AACR Prize for Translational Cancer Research (2003)
- Медаль Почёта, высшее отличие Американского онкологического общества (2004)[7]
- Aultman Cancer Center Award, Кентский университет (2005)
- Distinguished Service Award, Medical and Biological Sciences Alumni Association Чикагского университета (2005)
- William McGuire Memorial Award, San Antonio Breast Cancer Symposium (2005)
- American Society of Clinical Oncology’s David A. Karnofsky Memorial Award and Lecture (2006)
- Donald Ware Waddell Award, Arizona Cancer Center (2006)
- European Institute of Oncology[англ.] Breast Cancer Award (2006)
- Umberto Veronesi Award for the Future Fight Against Breast Cancer (2006)
- Lister Award for Translational Medicine, University of Glasgow (2006)
- Warren Alpert Foundation Prize[англ.] (2007)
- Friends of the National Library of Medicine Distinguished Medical Service Award (2007)
- Международная премия Гайрднера (2007)
- Daniel Nathans Memorial Award, Van Andel Research Institute[англ.] (2008)
- Премия Шееле (2009)
- Thomson Reuters Citation Laureate по физиологии и медицине (2013)
- Komen Brinker Award for Scientific Distinction[англ.] (2017)
- Sjöberg Prize[нем.] (2019, совместно с Б. Друкером)[3]
- Премия Ласкера — Дебейки за клинические медицинские исследования (2019)